# Andreas Ewald
Andreas Ewald (* 27. November 1988) ist ein deutscher Politiker (Bündnis 90/Die Grünen). Er war von Januar 2024 bis März 2025 Landesvorsitzender von Bündnis 90/Die Grünen Hessen. Seit April 2025 ist er Abgeordneter im Hessischen Landtag.

## Leben
Ewald wuchs in Modautal-Brandau auf. Von 2009 bis 2012 studierte er Mechatronik an der TU Darmstadt. Er schloss das Studium mit dem Bachelor of Science ab. Von 2017 bis 2021 war er als wissenschaftlicher Mitarbeiter der Bundestagsabgeordneten Daniela Wagner tätig. Von 2021 bis 2023 war er wissenschaftlicher Mitarbeiter des Bundestagsabgeordneten Philip Krämer.
Ewald trat 2014 Bündnis 90/Die Grünen bei. Seit 2020 ist er Mitglied der Stadtverordnetenversammlung von Darmstadt, seit 2021 als Co-Vorsitzender der Grünen-Fraktion.
Am 27. Januar 2024 wurde Ewald gemeinsam mit Kathrin Anders zum Landesvorsitzenden der Grünen in Hessen gewählt. Im Dezember 2024 wurden Vorwürfe laut, Ewald sei als Landesvorsitzender auf Einladung einer Lobbyorganisation nach Israel und auf Einladung des US-Konsulats in die USA gereist, ohne diese Reisen als Parteispenden angegeben zu haben. Co-Landesvorsitzende Anders trat daraufhin im Dezember 2024 zurück und warf Ewald Intransparenz vor. Ewald verkündete daraufhin, bei der Neuwahl des Landesvorstands im März 2025 nicht erneut anzutreten. Im Februar 2025 gab die Bundestagsverwaltung bekannt, dass es sich bei den Reisen Ewalds nicht um illegale Parteispenden gehandelt habe.
Ewald kandidierte bei der Landtagswahl in Hessen 2023 im Wahlkreis Darmstadt-Stadt II und auf Platz 22 der Landesliste, verfehlte jedoch den Einzug in den Landtag. Er rückte am 6. April 2025 für Tarek Al-Wazir in den Landtag nach.